# Pachyopsis chilensis
Pachyopsis chilensis är en insektsart som beskrevs av Rauno E. Linnavuori 1965. Pachyopsis chilensis ingår i släktet Pachyopsis och familjen dvärgstritar. Inga underarter finns listade i Catalogue of Life.